# Nouvelle-Calédonie (Canada)
Pour les articles homonymes, voir Nouvelle-Calédonie (homonymie).

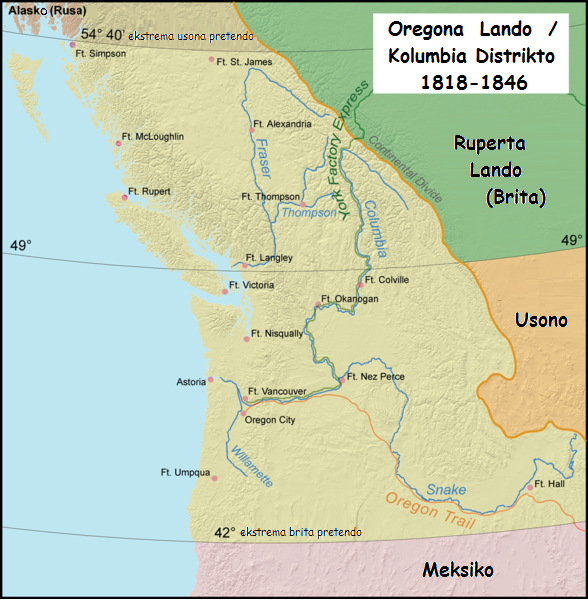
carte pour le district de Columbia = Oregon Lando

La Nouvelle-Calédonie (en anglais : New Caledonia ou New Scotland) était, jusqu'en 1858, le nom informel du district de la compagnie de la baie d'Hudson correspondant à une grande partie de l'actuelle province de Colombie-Britannique au Canada. Ce nom a été attribué par Simon Fraser en 1806, du fait de la ressemblance de certaines parties de ce territoire avec l'idée qu'il se faisait des Highlands, la région montagneuse de l'Écosse.